# Claudia Toni
Claudia Toni  (São Paulo 1954). Formada em História pela Universidade de São Paulo, é especialista em políticas públicas para a área cultural. https://claudiactoni.wixsite.com/home
Dirigiu as atividades da Orquestra Sinfônica, do Balé da Cidade de São Paulo, dos Corais Lírico e Paulistano e do Quarteto de Cordas do Teatro Municipal de São Paulo e produziu as programações musicais e de dança do auditório do Museu de Arte de São Paulo (1977/79). Foi diretora artística do Mozarteum (1981/85) e Assessora de Música da Secretaria de Cultura do Estado  de São Paulo (1983/84).
Em março de 1998, assumiu a Direção Executiva da Orquestra Sinfônica do Estado de São Paulo (OSESP) cargo que ocupou até dezembro de 2002. Naquela função, implantou um modelo pioneiro de administração cultural pública no Brasil, que englobou a idealização e instalação do Centro de Documentação Musical “Maestro Eleazar Carvalho”, do Serviço de Voluntários e do Serviço de Assinaturas; a criação de identidade visual e institucional; o planejamento e produção dos concertos inaugurais da Sala São Paulo; a concepção, planejamento e instalação da Coordenadoria de Programas Educacionais; o planejamento e lançamento da editora Criadores do Brasil, o planejamento e produção de gravações de obras de autores brasileiros para o selo sueco BIS, o planejamento e produção das turnês latino-americana, em 2000, e norte-americana, em 2002, quando foram realizados 20 concertos em 18 cidades dos EUA. Seu trabalho frente à OSESP valeu-lhe a indicação para o Prêmio de Mulher do Ano de 2002, promovido pela revista Claudia.
Entre abril de 2003 e fevereiro de 2005 foi Assessora da Casa Civil do Governo do Estado de São Paulo. Foi consultora do Senac para projetos de formação e capacitação de profissionais da área cultural e Assessora da Secretaria de Cultura da Prefeitura de São Paulo em 2005/06, quando integrou o grupo de trabalho que idealizou a Praça das Artes.
Foi Assessora de Música da Secretaria de Estado da Cultura de São Paulo (2007 – 2011), quando implementou expressiva reforma nos programas de educação musical do Estado e foi Consultora-chefe do Projeto do Complexo Cultural da Luz. De 2010 a 2013 foi Consultora de Música Clássica e assessora da Presidência da Fundação Padre Anchieta (Rádio e TV Cultura de São Paulo).
É curadora do Festival SESC de Música de Câmara, que se realiza a cada dois anos, no Estado de São Paulo, com a participação de conjuntos brasileiros e estrangeiros. 
É funcionária da Universidade de São Paulo desde 1987, onde, entre outros cargos, foi Diretora de Difusão do Museu de Arte Contemporânea. Atualmente é Assessora da Reitoria. 
A convite do Ministério da Cultura da Colômbia, foi presidente do Comitê de Assessores do Seminário Internacional 'Música e Transformação Social', realizado em Bogotá, em outubro de 2016. 
Claudia Toni é Consultora do British Council Brasil em programas de atualização e formação de profissionais para gestão de orquestras, Foi co-curadora das três Conferências MultiOrchestra (2014-16), realizadas no Brasil. Membro do Conselho Deliberativo da Aliança Francesa no Brasil e do Conselho Consultivo do Instituto de Cultura Contemporânea - ICCo (http://www.icco.art.br), integrou o Conselho Diretor e o Comitê Executivo da International Society for the Performing Arts - ISPA (www.ispa.org), instituição na qual é filiada desde 2001. Em 2016, foi agraciada com o International Citation of Merit, outorgado pela International Society for the Performing Arts  por sua contribuição profissional para a área de artes. É Chevalier da Ordem do Mérito da França.